# Pădurea Rudi-Gavan (arie protejată)
Rudi-Gavan este un sector reprezentativ cu vegetație silvică în raionul Dondușeni, Republica Moldova. Este amplasat în ocolul silvic Otaci, Rudi-Gavan, parcela 27. Are o suprafață de 49 ha. Obiectul este administrat de Gospodăria Silvică de Stat Soroca.